# Tama Tonga
Pour les articles homonymes, voir Fifita.
Alipate Fifita (né le 15 octobre 1982 à Kissimmee (Floride)) est un catcheur (lutteur professionnel) américain d'origine tongienne. Il travaille actuellement à la World Wrestling Entertainment, dans la division SmackDown, sous le nom de Tama Tonga.
Il est le fils du catcheur Tonga Fifita  (connu sous le nom de Haku), ainsi que le frère de Tevita Fifita (connu sous les noms de Tanga Loa et Camacho) et de Taula Fifita (connu sous le nom de Hikuleo).

## Jeunesse
Fifita est le fils du catcheur Tonga Fifita  connu sous le nom de Haku et a un frère Tevita. Son père ne souhaite pas que ses fils deviennent catcheur et après le lycée, Fifita s'engage dans l'U.S. Air Force où il sert pendant six ans.

## Carrière de catcheur

### Débuts (2008-2010)
Après six années de service dans l'Air Force, Fifita décide de devenir catcheur comme son père. Il s'entraîne à la Team 3D Academy auprès de Bully Ray et Devon.

### New Japan Pro Wrestling (2010-2024)
Fifita a commencé à travailler pour la New Japan Pro Wrestling en mai 2010 sous le nom de "Tama Tonga". Son premier match est venu dans le cadre du Super Junior Tag Tournament 2010, où il fait équipe avec Davey Richards, mais ils perdent dès le premier tour contre El Samurai et Koji Kanemoto.
Lors de Destruction 11, lui et Hirooki Goto battent Shinsuke Nakamura et Último Guerrero.

#### Bullet Club et Guerrillas of Destiny (2013-2022)

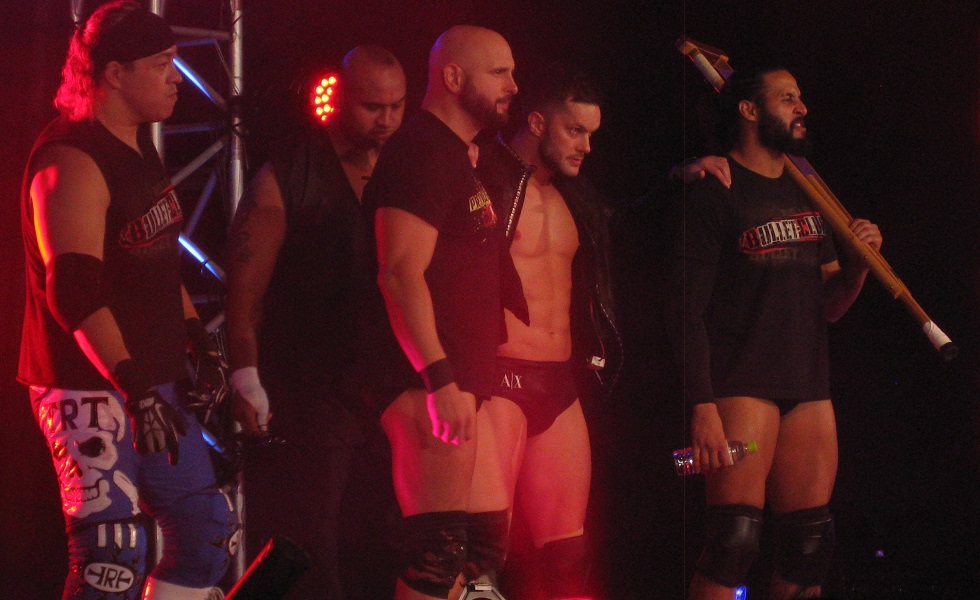
Tonga avec le Bullet Club en septembre 2013.

Lors de Wrestle Kingdom 7, il effectue son retour en faisant équipe avec Captain New Japan et Wataru Inoue pour battre Chaos (Jado, Tomohiro Ishii et Yoshi-Hashi).
Lors de Invasion Attack 2013, lui et El Terrible conservent les CMLL World Tag Team Championship contre La Máscara et Valiente
Lors de Wrestling Dontaku 2013, lui et Karl Anderson rejoignent Prince Devitt et Bad Luck Fale pour attaquer Hiroshi Tanahashi. Le nouveau groupe est ensuite nommé "Bullet Club",. Le 5 juillet, lui et El Terrible perdent leur titres contre Hiroshi Tanahashi et Jushin Thunder Liger,.Le 14 septembre, lui et Rey Bucanero battent Hiroshi Tanahashi et Jushin Thunder Liger et remportent les CMLL World Tag Team Championship,.Le 11 octobre, ils retournent à la CMLL, où ils forment le "Bullet club Latinoamerica" avec le CMLL World Heavyweight Champion El Terrible et La Comandante,. Cependant, une semaine plus tard, ils sont dépouillés de leur titres, étant donné qu'ils étaient incapables de les défendre contre La Máscara et Rush à la suite d'une blessure de Bucanero,. Tout au long de 2014, il reste le membre au rang le plus bas du Bullet Club. Lors de Destruction in Kobe, lui et A.J. Styles perdent contre Tetsuya Naitō et Kōta Ibushi. En novembre, il participe avec Bad Luck Fale, au tournoi World Tag League 2014 ou ils finissent dernier de leur groupe.
Lors de Wrestle Kingdom 10, lui, Bad Luck Fale et Yujiro Takahashi perdent contre Toru Yano et The Briscoe Brothers et ne deviennent pas les premiers NEVER Openweight Six Man Tag Team Champions. Lors de The New Beginning in Osaka 2016, ils battent Toru Yano et The Briscoe Brothers et remportent les NEVER Openweight 6-Man Tag Team Championship. Lors de The New Beginning in Niigata 2016, ils perdent leur titres contre Toru Yano et The Briscoe Brothers. Le 3 mars, il remporte la plus grande victoire de sa carrière en battant l'ancien IWGP Heavyweight Champion et actuel IWGP Tag Team Champion Togi Makabe dans le premier tour de la New Japan Cup 2016. Le lendemain, il a été éliminé du tournoi au second tour par Hirooki Goto. Lors de Invasion Attack 2016, lui et Tanga Roa battent Great Bash Heel (Togi Makabe et Tomoaki Honma) et remportent les IWGP Tag Team Championship. Lors de Wrestling Dontaku 2016, ils conservent leur titres contre Great Bash Heel. Lors de Global Wars 2016, ils font équipe avec les Young Bucks et ils battent Alex Shelley, Chris Sabin, Kushida et Matt Sydal. Lors de Dominion 6.19, ils perdent leur titres contre The Briscoe Brothers (Jay Briscoe et Mark Briscoe).Il intègre ensuite le tournoi G1 Climax, où lors de son troisième match le 25 juillet, il marque la plus grande victoire de sa carrière en battant Hiroshi Tanahashi. Lors de King of Pro-Wrestling, lui et Tanga Roa battent The Briscoe Brothers et remportent les IWGP Tag Team Championship pour la deuxième fois. Lors de Power Struggle, ils conservent leur titres contre Chaos (Tomohiro Ishii et Yoshi-Hashi).
Lors de Wrestle Kingdom 11, ils perdent les titres contre Chaos (Tomohiro Ishii et Toru Yano) dans un Three-way tag team match qui comprenaient également Great Bash Heel. Lors de Supercard of Honor XI, ils font équipe avec Hangman Page mais perdent contre Bully Ray et The Briscoe Brothers et ne remportent pas les ROH World Six-Man Tag Team Championship. Lors de Dominion 6.11, ils battent War Machine et remportent les IWGP Tag Team Championship pour la troisième fois.
Ils participent ensuite au World Tag League 2017, ils remportent cinq matchs pour deux défaites et parviennent à se qualifier pour la finale du tournoi,,. Le 11 décembre, ils perdent contre Los Ingobernables de Japón (Evil et Sanada) et ne remportent donc pas le tournoi,. Le 17 décembre, ils font équipe avec Bad Luck Fale et battent Los Ingobernables de Japón (Bushi, Evil et Sanada) pour remporter les NEVER Openweight 6-Man Tag Team Championship. Lors de Wrestle Kingdom 12, ils perdent les titres contre Chaos (Beretta, Tomohiro Ishii et Toru Yano) dans un Gauntlet match qui comprenaient également Michael Elgin et War Machine, Suzuki-gun (Taichi, Takashi Iizuka et Zack Sabre, Jr.) et Taguchi Japan (Juice Robinson, Ryusuke Taguchi et Togi Makabe). Le lendemain, ils battent Chaos (Beretta, Tomohiro Ishii et Toru Yano) et remportent les NEVER Openweight 6-Man Tag Team Championship pour la deuxième fois. Lors de The New Beginning In Sapporo 2018 - Tag 1, ils conservent les titres contre Ryusuke Taguchi, Toa Henare et Togi Makabe. Lors de Honor Rising: Japan 2018 - Tag 2, ils conservent les titres contre Cheeseburger, Delirious et Jushin Thunder Liger. Lors de Sakura Genesis 2018, ils conservent les titres contre Michael Elgin, Ryusuke Taguchi et Togi Makabe. Lors de Wrestling Dontaku 2018, ils perdent les titres contre Bullet Club (Marty Scurll, Matt et Nick Jackson).

#### Rivalité avec le Bullet Club Elite (2018-2019)
Lors de G1 Special In San Francisco, ils font équipe avec King Haku, Yujiro Takahashi et Chase Owens et battent Chaos (Yoshi-Hashi, Gedo, Rocky Romero, Sho et Yoh). Après la victoire de Kenny Omega sur Cody dans le main event, Omega s'adresse aux fans en compagnie des Young Bucks, ils les rejoignent pour venir pour féliciter Kenny Omega mais les Tongans attaquèrent Kenny Omega et les Young Bucks, formant un nouveau groupe qu'ils nomment The BC Firing Squad. Marty Scurll, Hangman Page, Yujiro Takahashi et Chase Owens viennent en aide aux membres de The Elite mais ils ne parviennent pas à prendre le dessus, Cody se voit alors offrir une place au sein de cette nouvelle faction mais ce dernier attaque alors les Tongans montrant sa fidélité au Bullet Club. Les Tongans quittèrent ensuite le ring en annonçant « être le véritable bullet club et que les querelles pour être leader s'était terminé » puis après le départ des Tongans, Kenny Omega et Cody se réconcilient en se donnant une poignée de main comme un signe d'unité et ainsi réinstaurer Kenny Omega en tant que leader du Bullet Club de leurs côté. Le 11 juillet, il est annoncé sûr la chaîne YouTube des Guerrillas Of Destiny que Bad Luck Fale et HikuLe’o ont rejoint The BC Firing Squad.
Le 12 août, ils font équipe avec Taiji Ishimori et remportent les NEVER Openweight 6-Man Tag Team Championship en battant Bullet Club (Marty Scurll, Matt et Nick Jackson)[réf. nécessaire]. Lors de Destruction in Hiroshima, ils conservent les titres contre Juice Robinson, David Finlay et Ryusuke Taguchi. Lors de Fighting Spirit Unleashed, ils battent les Young Bucks et remportent les IWGP Tag Team Championship pour la quatrième fois. Ils participent ensuite au World Tag League 2018, ils remportent dix matchs pour trois défaites et parviennent à se qualifier pour la finale du tournoi. Le 9 décembre, ils perdent contre Los Ingobernables de Japón (Evil et Sanada) et ne remportent donc pas le tournoi. Lors de Wrestle Kingdom 13, ils perdent leurs titres contre Evil et Sanada au cours d'un triple threat match impliquant aussi les Young Bucks. Le lendemain lors de New Year Dash '19, avec Taiji Ishimori, ils conservent les NEVER Openweight 6-Man Tag Team Championship en battant Ryusuke Taguchi, Togi Makabe et Toru Yano. Lors de NJPW Road to the New Beginning - Day 4, ils perdent les titres contre ces derniers.

#### Doubles champions par équipe IWGP et ROH (2019)
Lors de Honor Rising: Japan 2019 - Tag 2, ils battent Evil et Sanada et remportent les IWGP Tag Team Championship pour la cinquième fois. Lors de G1 Supercard, ils remportent un four way tag team the winners take all match qui avait pour enjeux les titres par équipe IWGP et ceux de la ROH face aux Briscoe Brothers, Evil et Sanada et Brody King et PCO et remportent les ROH World Tag Team Championship.
Lors de Manhattan Mayhem 2019, ils perdent les ROH World Tag Team Championship contre The Briscoe Brothers dans un Street Fight Match. Lors de Wrestle Kingdom 14 In Tokyo Dome - Tag 1, ils perdent leurs IWGP Tag Team Championship contre FinJuice (Juice Robinson et David Finlay). Lors de The New Beginning In USA 2020 - Tag 5, ils remportent les IWGP Tag Team Championship pour la sixième fois en battant FinJuice. Le 21 février 2020, ils perdent les titres contre Golden☆Ace (Hiroshi Tanahashi et Kōta Ibushi).

#### Gagnants De La World Tag League (2020)
Ils effectuent leurs retours en participant à la World Tag League 2020, après plusieurs mois d'absence en raison de la crise mondial de coronavirus, ils remportent six matchs pour trois défaites et parviennent à se qualifier pour la finale du tournoi qu'ils remportent en battant FinJuice avec l'aide de Jado et KENTA. Lors de Wrestle Kingdom 15 In Tokyo Dome - Tag 1, ils battent Dangerous Tekkers (Taichi et Zack Sabre, Jr.) et remportent les IWGP Tag Team Championship pour la septième fois, devenant l'équipe ayant détenu le plus fois ces titres surpassant Tencozy (Hiroyoshi Tenzan et Satoshi Kojima),.

#### Impact Wrestlinget renvoi du Bullet Club (2022-...)
Le 27 janvier 2022 à Impact, ils effectuent leurs débuts en attaquant Jake Something et Mike Bailey avant de lancer un défi à The Good Brothers (Doc Gallows et Karl Anderson) pour un match à No Surrender.
Lors de No Surrender (2022), ils perdent contre The Good Brothers et ne remportent pas les Impact World Tag Team Championship à la suite de l'intervention de Jay White qui lui porte son  Blade Runner, le virant ainsi lui et son frère du Bullet Club et permettant à Gallows et Anderson de réintégrer le clan,.
Lors de Wrestling Dontaku 2022, il bat Evil pour remporter le NEVER Openweight Championship et se fait attaquer après le match par The Good Brothers. Lors de Dominion 6.12, il perd son titre contre Karl Anderson. Il intègre ensuite le G1 Climax, où il finit premier de son bloc en battant Jay White. Il est ensuite éliminé du tournoi à la suite de sa défaite contre Kazuchika Okada en demi-finale.
Lors de Wrestle Kingdom 18, il bat Shingo Takagi et remporte le NEVER Openweight Championship pour la quatriéme fois.

### Consejo Mundial de la Lucha Libre (2012-2013; 2016)
Le 13 novembre 2012, lui et El Terrible battent Atlantis et Diamante Azul et remportent les CMLL World Tag Team Championship,. Il atteint également la finale de La 2012 Copa Junior Tournament, ou il perd contre La Sombra dans le main event du show Sin Piedad.
Le 1er juin 2016, la Consejo Mundial de Lucha Libre annonce Roa et Tonga en tant que participants au International Gran Prix 2016 Tournament. Le 24 juin, ils font équipe avec Sam Adonis (en) et ils battent Atlantis, Diamante Azul et Volador Jr..

### World Wrestling Entertainment (2024-...)

#### The Bloodline (2024-...)
Le 12 avril 2024 à SmackDown, il fait ses débuts à la World Wrestling Entertainment en tant que Heel, où il attaque Jimmy Uso par derrière, s'allie officiellement avec Solo Sikoa et intègre officiellement la Bloodline. Le 4 mai à Backlash, il dispute son premier match aux côtés de Solo Sikoa et ensemble, ils battent R-KO (Randy Orton et Kevin Owens) dans un Street Fight match.
Le 6 juillet à Money in the Bank, Solo Sikoa, Jacob Fatu et lui battent Cody Rhodes et leurs deux mêmes adversaires dans un 6-Man Tag Team Match. Le 2 août à SmackDown, Jacob Fatu et lui deviennent les nouveaux champions par équipes en battant #DIY (Johnny Gargano et Tommaso Ciampa) et remportent les titres pour la première fois de leurs carrières. Vingt-et-un soirs plus tard à SmackDown, en raison du fait qu'il devient l'Enforcer de Solo Sikoa, Jacob Fatu est contraint de céder sa ceinture à son frère.
Le 30 novembre aux Survivor Series: WarGames, "Big" Bronson Reed, ses trois partenaires et lui perdent face à CM Punk, Roman Reigns, Sami Zayn et The Usos dans son tout premier Men's WarGames match.

## Palmarès
- Consejo Mundial de Lucha Libre

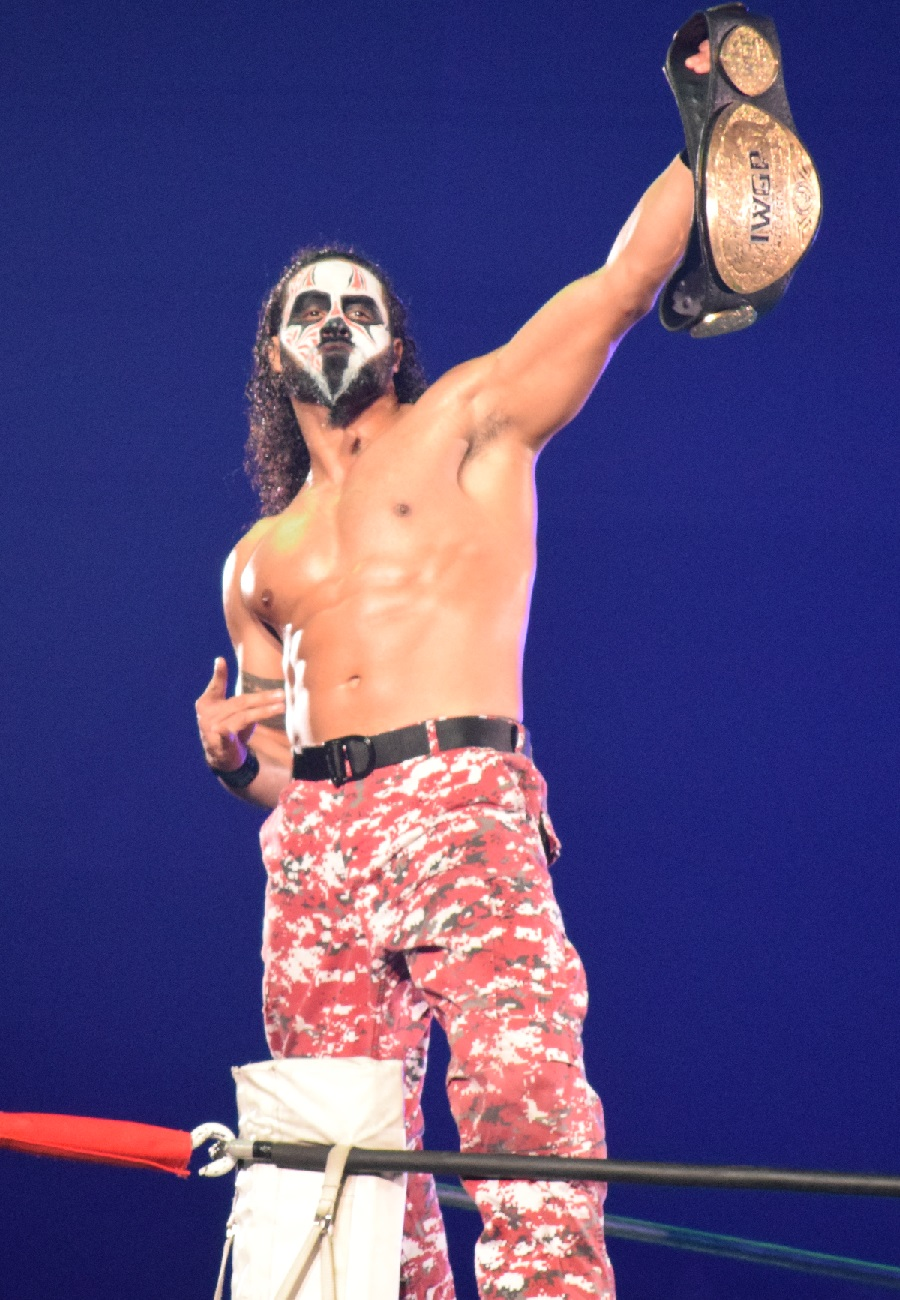
Tama Tonga en tant que IWGP Tag Team Champions en novembre 2016

  - 2 fois CMLL World Tag Team Championship avec El Terrible (1) et Rey Bucanero (1)

- Jersey Championship Wrestling
  - 1 fois JCW Champion

- New Japan Pro Wrestling
  - 7 fois IWGP Tag Team Championship avec Tanga Loa
  - 4 fois NEVER Openweight 6-Man Tag Team Championship avec Bad Luck Fale et Yujiro Takahashi (1), Bad Luck Fale et Tanga Loa (2), Taiji Ishimori et Tanga Loa (1)
  - 3 fois NEVER Openweight Championship
  - World Tag League (2020) avec Tanga Loa

- Peachstate Wrestling Alliance
  - 1 fois PWA Heritage Champion

- Ring of Honor
  - 1 fois ROH World Tag Team Championship avec Tanga Loa

- World Wrestling Council
  - 1 fois WWC World Tag Team Champion avec Idol Stevens

- World Wrestling Entertainment
  - 1 fois WWE Tag Team Champion - avec Jacob Fatu puis Tonga Loa
- World Xtreme Wrestling
  - 1 fois WXW Television Champion

- WrestleCircus
  - 1 fois WC Big Top Tag Team Championship avec Tanga Loa[85]

## Récompenses des magazines
- Pro Wrestling Illustrated

| Année | 2013 | 2014 à 2015 | 2016 | 2017 | 2018 | 2019 | 2020 | 2021 | 2022 | 2023 | 2024 |
| ----- | ---- | ----------- | ---- | ---- | ---- | ---- | ---- | ---- | ---- | ---- | ---- |
| Rang  | 298  | Non classé  | 299  | 132  | 172  | 94   | 150  | 274  | 178  | 176  | 229  |